# Assumpta Bailac Puigdellívol
Assumpta Bailac Puigdellívol   (Manresa, 1951) és una bibliotecària catalana que va ser directora de general de Promoció i Cooperació Cultural i gerent del Consorci de Biblioteques de Barcelona.
Primer es va llicenciar en Biblioteconomia i Documentació a la Universitat de Barcelona i posteriorment va fer uns quants cursos de gestió en administració pública.

## Trajectòria
Va iniciar la seva trajectòria professional en l'àmbit de les biblioteques de l'Obra Social de La Caixa. Del 1993 fins al 1995 va ser cap del Servei de Cultura de la Diputació de Barcelona i després de la reorganització de l'Àrea a la Diputació de Barcelona, va ser la cap del Servei de Biblioteques fins al 2003. Va ser codirectora de l'equip de treball que va fer l'informe «La biblioteca pública: nous reptes i estratègies en la societat de la informació» que va impulsar la transformació de les biblioteques públiques, adaptant-les a nous serveis i nous usos i incorporant-hi les noves tecnologies de la informació i la comunicació.
De 2004 a 2006 va ser directora general de Cooperació Cultural del Departament de Cultura de la Generalitat de Catalunya. Del desembre de 2008 a juny de 2016 va ser gerenta del Consorci de Biblioteques de Barcelona, càrrec que va abandonar per jubilació. És assessora del Departament Foral de Cultura de la Diputació de Guipúscoa en l'elaboració de continguts del centre Koldo Mitxelena de Sant Sebastià.
La seva gestió destaca per l'aposta per refermar el valor social de les biblioteques i per l'impuls a la planificació bibliotecària del país. Essent directora de general de Promoció i Cooperació Cultural, va participar en el grup de treball que va impulsar les accions de l'«Acord per a la millora i modernització del Sistema Bibliotecari de Catalunya en el període 2004-07», aprovat pel Govern de la Generalitat de Catalunya el 20 de juliol de 2004. Va ser impulsora del projecte per construir una Biblioteca Provincial que havia d'instal·lar-se en el Born, a Barcelona; projecte que va haver de reelaborar-se per la descoberta en aquell indret de les restes arqueològiques del barri de la Ribera. Va participar en l'elaboració del «Pla director de biblioteques de Barcelona 2030», en la línia «Dret a l'educació, a la formació contínua i a l'alfabetització cultural». Va ser cofundadora i vicepresidenta de la Fundació Biblioteca Social, que va estar activa de 2014 a 2021 i va organitzar sis edicions del premi Biblioteca pública y compromiso social.